# Resolutie 397 Veiligheidsraad Verenigde Naties
Resolutie 397 van de Veiligheidsraad van de Verenigde Naties werd aangenomen op de 1974e vergadering van de Raad op 22 november 1976.

## Achtergrond
In november 1975 beloofde Portugal de soevereiniteit over te dragen aan de Angolezen, maar dit akkoord bleef een dode letter. De verzetsbewegingen begonnen elkaar aan te vallen en alle drie probeerden ze zo snel mogelijk de Angolese hoofdstad Luanda te bereiken. Uiteindelijk bereikte de MPLA Luanda als eerste en op 11 november 1975 droegen de Portugezen de macht over aan de MPLA. De MPLA-regering riep de Volksrepubliek Angola uit.

## Inhoud
De Veiligheidsraad had de aanvraag van de Republiek Angola bestudeerd en beval de Algemene Vergadering aan om de Republiek Angola toe te laten als VN-lidstaat.

## Verwante resoluties
- Resolutie 382 Veiligheidsraad Verenigde Naties (Suriname)
- Resolutie 394 Veiligheidsraad Verenigde Naties (Seychellen)
- Resolutie 399 Veiligheidsraad Verenigde Naties (West-Samoa)
- Resolutie 412 Veiligheidsraad Verenigde Naties (Djibouti)

Lijst ·  385 ·  386 ·  387 ·  388 ·  389 ·  390 ·  391 ·  392 ·  393 ·  394 ·  395 ·  396 ·  397 ·  398 ·  399 ·  400 ·  401 ·  402